# Stadtpfarrkirche Retz

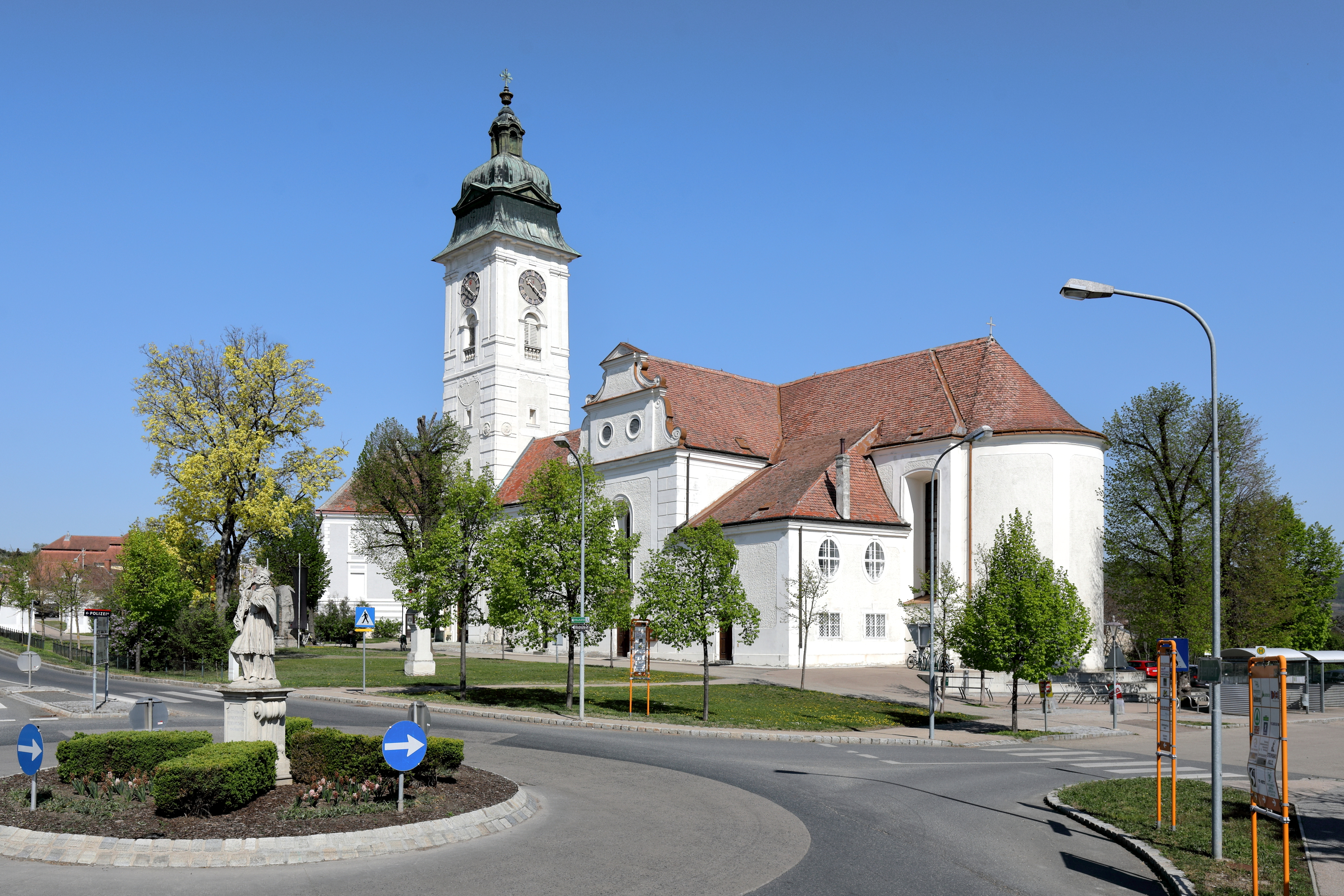
Katholische Stadtpfarrkirche hl. Stephanus in Retz

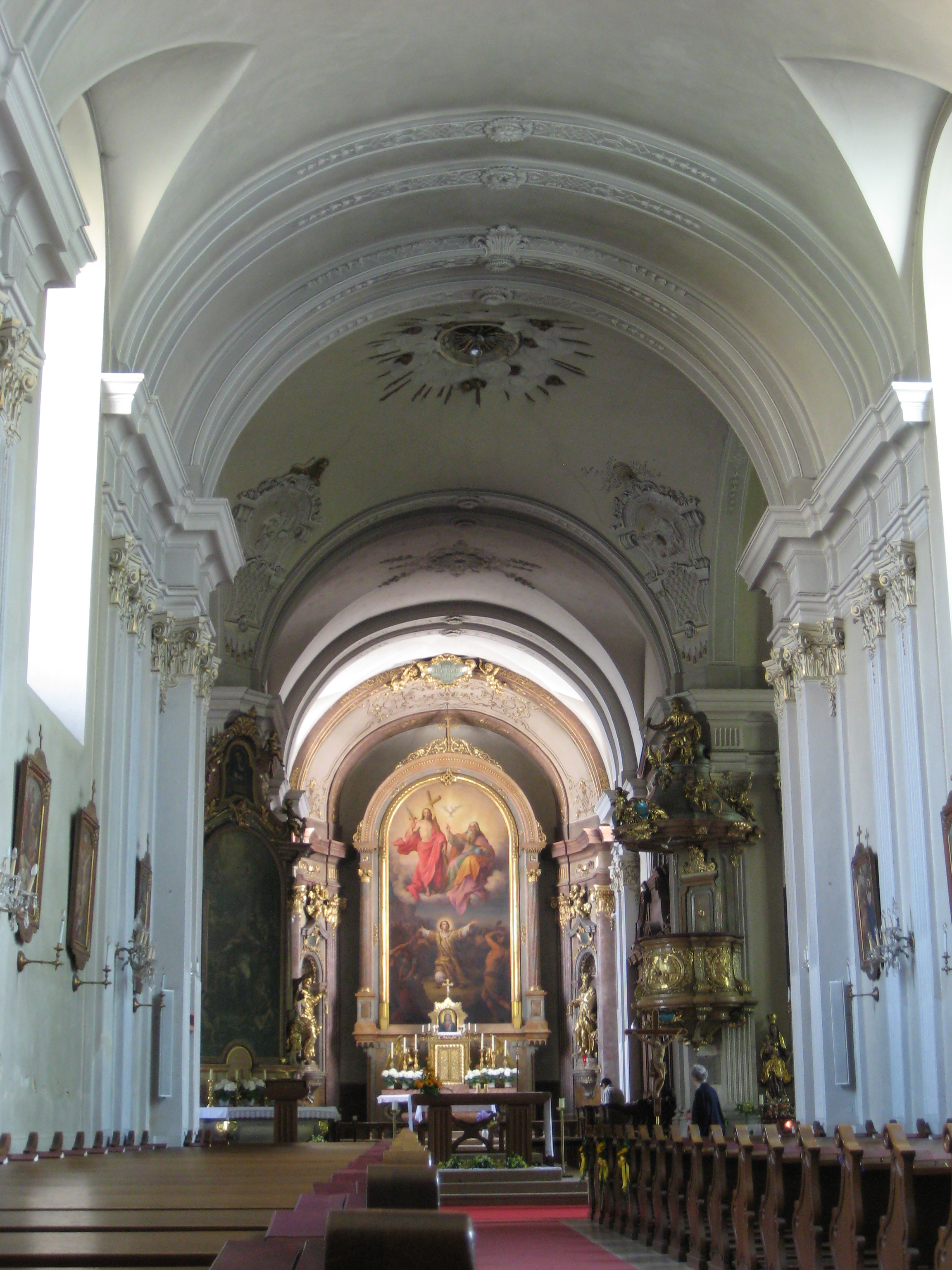
Langhaus, Blick zum Chor

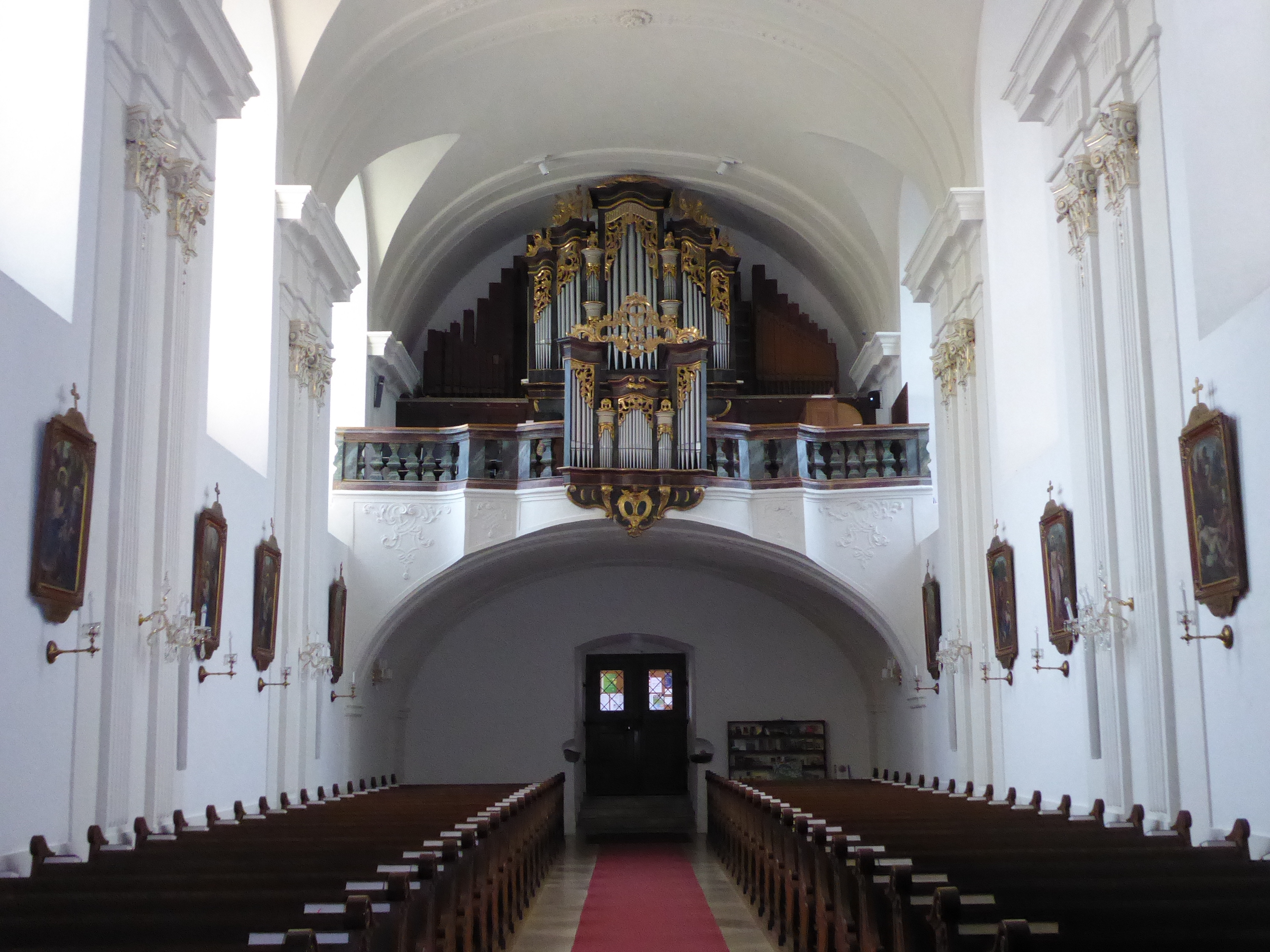
Langhaus, Blick zur Orgelempore

Die Stadtpfarrkirche Retz steht nordöstlich außerhalb der Stadtbefestigung Retz in der Wiedensiedlung in der Stadtgemeinde Retz im Bezirk Hollabrunn in Niederösterreich. Die dem Patrozinium hl. Stephanus unterstellte römisch-katholische Pfarrkirche gehört zum Dekanat Retz-Pulkautal im Vikariat Unter dem Manhartsberg der Erzdiözese Wien. Die Kirche steht unter Denkmalschutz (Listeneintrag).

## Geschichte
Die Pfarre wurde nach der Mitte des 12. Jahrhunderts als grundherrschaftliche Gründung von Nalb angenommen. 1200/1201 wurde ein Pfarrer genannt. 1241 bestand eine landesfürstliche Pfarre und in der Folge eine herrschaftliche Patronatspfarre. Die Pfarre ging 1361 an das Chorherrenstift St. Pölten und 1362 inkorporiert. Der Pfarrsprengel war anfangs nur auf die Altstadt beschränkt, die Neustadt wurde 1378 von der Pfarre Unternalb abgelöst und zugepfarrt.
Der anfänglich wohl romanische Kirchenbau mit einem rechteckigen Langhaus mit einer eingezogenen Rundapsis wurde im Hussitensturm 1425 zerstört. Der gotische Kirchenbau aus dem 15. Jahrhundert mit einem Südturm erlitt 1645 einen Brand. Von 1701 bis 1703 erfolgte der Bau des barocken Westturmes. Der Kirchenneubau unter Verwendung der gotischen Langhausmauern erfolgte von 1727 bis 1728. Der Turm geriet im März 1731 in Brand, wurde renoviert und 1733 aufgestockt. Von 1962 bis 1974 war eine Restaurierung, 1986 eine Außenrestaurierung.
Reste der frühneuzeitlichen und mittelalterlichen Gliederung der Kirche wurde 1986 freigelegt. An der Apsis gibt es ein spitzbogiges vermauertes Fenster aus dem 13. Jahrhundert, Teile eines Blendspitzbogens mit gekehltem Gewände, in der Langhausnordwand gibt es ein teilweise ergänztes vermauertes Spitzbogenportal aus dem Ende des 14. Jahrhunderts.

## Architektur
Der einheitliche barocke Kirchenbau mit einem mittelalterlichen Kern hat einen vorgestellten Westturm.
Der hohe Saalbau über einem kreuzförmigen Grundriss hat eine leicht eingezogene rundbogige Apsis. Beidseits des Chores stehen eigens überdachte hohe Anbauten mit Sakristeien. In der südwestlichen Chorecke gibt es massives Mauerwerk des wohl ehemaligen gotischen Turmes. Die Fassaden zeigen eine schlichte barocke Gliederung durch Putzfelddekor und Ortsteinquaderung. Die Rundbogenfenster haben Putzfaschen. Die Querhausfassaden zeigen zweizonige Volutengiebel mit profiliertem Gebälk. Die leicht vorschwingenden Portalzonen haben eine Pilastergliederung mit gekröpftem Gebälk und Segmentbogentore in einer zart genuteten Rahmung mit darüberliegenden Oculi, durch Keilsteine verbunden.
Reste der mittelalterlichen und frühneuzeitlichen Gliederung wurde 1986 freigelegt: An der Apsis ein spitzbogiges vermauertes Fenster, Reste eines Blendspitzbogens mit gekehltem Gewände, ein Fragment eines Kordongesimses alle wohl aus dem 13. Jahrhundert, ein Rundstab mit Diamantquaderung aus dem 16./17. Jahrhundert. An der Langhaussüdwand ein Fragment eines vermauerten Spitzbogenportals, die Laibung mit einer tiefen, abgestuften, teils gekehlten Profilierung und Resten der ursprünglichen Polychromierung aus dem Ende des 14. Jahrhunderts. In der Langhausnordwand ein teils ergänztes vermauertes Spitzbogenportal mit ähnlich profilierter Laibung aus dem Ende des 14. Jahrhunderts.
Der eingezogene vorgestellte Westturm aus 1701/1703 mit einem dreizonigen Putzfelddekor über einem gebänderten Erdgeschoß zeigt ein Glockengeschoß aus 1733 mit Eckpilastern und Rundbogenschallöffnungen, über einem profilierten Gesims sind Uhrengiebel, der Turm trägt ein barockes abgeschnürtes Glockendach mit einer Laterne. Die Portale aus 1733 der Kirche werden von Freisäulen flankiert, welche volutengerahmte Dreieckgiebel tragen. 
Das Kircheninnere zeigt ein Stichkappentonnengewölbe über Gurtbögen auf Doppelpilastern, die gleiche Gliederung besteht in den kreuzgratgewölbten Querarmen, im kreuzgratgewölbten Chorjoch, die rundbogige Apsis hat ein Stichkappengewölbe. Die Vierung hat ein Platzlgewölbe. Die halbjochige Westempore ist mit einem Tonnengewölbe unterwölbt. In den Gewölbezonen gibt es Stuckdekor in Bandlwerkform um 1730 mit Malerei aus 1829 in floralen und ornamentalen Formen, in der Vierung Reliefmedaillons mit den Vier Kirchenvätern und Putten auf Wolkenbänken. Im Turmerdgeschoß mit einem Kreuzgratgewölbe befindet sich ein Westportal aus dem 17. Jahrhundert zum Langhaus, es ist ein Rechteckportal mit genuteter Rahmung und gerader Verdachung und zeigt im Gebälk ein Rosettenfries.

## Ausstattung
Der Hochaltar als hohes rundbogiges Säulenretabel aus der Mitte des 19. Jahrhunderts zeigt das Hochaltarbild Steinigung des hl. Stephanus des Malers Leopold Kupelwieser 1852.
Zwei gleichartige Seitenaltäre um 1760 als hohe rundbogige pilastergerahmte Wandnischen zeigt rechts das Bild Mariä Himmelfahrt aus dem Umkreis von Paul Troger und links das Bild Kreuzigung mit Maria und Johannes von Josef Kessler 1875.
Der Vierungsaltar um 1730 als Säulenädikula zeigt das Altarblatt hl. Augustinus von Martino Altomonte 1730 und im Auszug das Bild hl. Monika, er trägt vergoldete Holzfiguren der Heiligen Johannes Nepomuk und Petrus Fourerius. Die zwei Altäre an den Stirnseiten der Querhäuser sind Säulenädikulen mit Volutengiebeln, der rechte Altar zeigt in der plastischen Bekrönung eine Eherne Schlange, davor steht ein muschelförmiges Taufbecken aus 1728, der linke Altar trägt eine barocke Sandstein-Pietà aus der ersten Hälfte des 18. Jahrhunderts.
Die reich dekorierte Kanzel aus 1728 zeigt am Korb Reliefs mit den Evangelisten und trägt am Schalldeckel die Figur hl. Johannes Evangelist.
In der Apsis befindet sich ein kleines frühneuzeitliches Relief Mannalese aus Speckstein aus dem Ende des 16. Jahrhunderts. Es gibt eine frühbarocke Figur Maria mit Kind auf einer Mondsichel ist aus dem Ende des 17. Jahrhunderts. Die Kreuzwegbilder malte Friedrich Seidl 1866.
Das barocke Chorgestühl mit reich geschnitztem Dekor mit furnierter Einlegearbeit ist aus 1718, in der Wandverschalung über den Sakristeitüren gibt es zwei Ölbilder der Heiligen Hippolyt und Florian. Der barocke Beichtstuhl mit geschnitztem Dekor ist aus der ersten Hälfte des 18. Jahrhunderts. Die barocken Sakristeischränke mit geschnitztem Dekor aus der ersten Hälfte des 18. Jahrhunderts haben Aufsatzbilder hl. Josef und Maria mit Kind.
Es gibt einen barocken Erinnerungsstein zum Kirchenneubau von 1728.
Die Orgel mit einem barocken Gehäuse aus 1778 erhielt 1929 durch Franz Capek ein erneuertes Werk. Es gibt einen Kontrabass von Leopold Schwaicher 1804. Eine Glocke nennt Mathias Prininger 1713. Eine Glocke nennt Johann Georg Begl 1721.

## Heilig-Grab-Kapelle
Die Heilig-Grab-Kapelle im südlichen Chorwinkel wurde 1727 im Rest des wohl ehemaligen gotischen Turm errichtet. Das Kapelleninnere zeigt barocke Kulissenscheinarchitektur aus Gipsmarmor zeigt ein queroblonge Platzgewölbe über Gurtbögen auf Pfeilern mit intarsierter Arma Christi und an den Seitenwänden Reliefs Kreuzigung und Kreuzabnahme. Eine überlebensgroße Figurengrube Grablegung ist szenisch angeordnet. Es gibt ein barockes schmiedeeisernes Gittertor.

## Gruft
Die barocke Gruft unter dem Chor wurde von 1721 bis 1727 erbaut. Wandmalerei in Medaillons zeigen Kreuzigung und Christus Salvator.

## Grabdenkmäler
- Grabstein Ferdinand Veser 1673, Grabstein Hyppolith Schad 1675, Grabstein Augustin Schindler 1690.